# مدرسة ثانوية الإمام صادق
مدرسة ثانوية الإمام صادق هي مدرسة تاريخية تعود إلى دولة بهلوية، وتقع في قم.